# 6570 Томохіро
6570 Томохіро (6570 Tomohiro) — астероїд головного поясу, відкритий 6 травня 1994 року.
Тіссеранів параметр щодо Юпітера — 3,142.
Названо на честь Томохіро (яп. ともひろ(智啓) томохіро).